# Sylvia althaea
Sylvia althaea là một loài chim trong họ Sylviidae.